# Emir

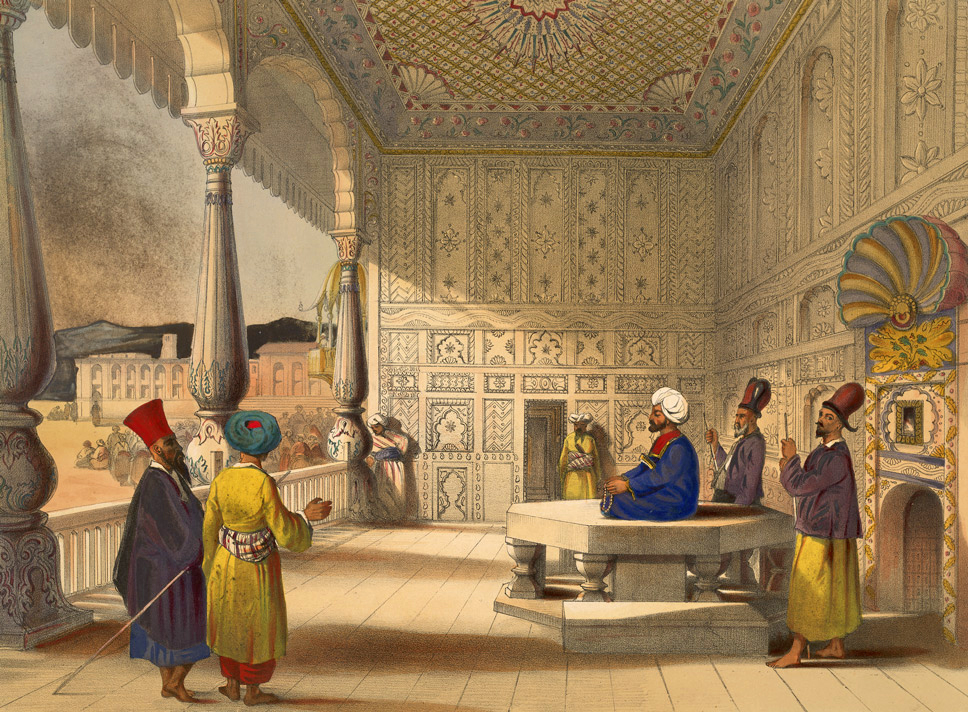
La cort de l'emirat de Durrani de l'Afganistan el 1839.

Un emir és un cap militar, governador o príncep d'un país islàmic. El títol d'emir varia de significat al llarg de la història i dels territoris: al principi de l'Hègira el terme emir designava al cap del món islàmic. Posteriorment va convertir-se en una mena de títol mig nobiliari mig polític que encara avui dia roman a molts indrets. El país governat per un emir és un emirat. Exemples d'emirats actuals, tot i que tenen diferents formes de govern, són Kuwait, Qatar, Bahrain i els Emirats Àrabs Units.
Després de la creació dels títols de sultà i rei (màlik), el títol d'emir fou desplaçat per a designar a dignitats menors o oficials militars. Amb aquest sentit militar fou utilitzat a Síria o Egipte en l'època dels aiúbides i dels mamelucs. Els emirs manaven grups de 100 homes i els emirs de la guàrdia de 1.000. Actualment també designa els prínceps de les cases reials. A l'Índia també és sinònim de ric. Emir fou també el títol d'un líder religiós d'una secta minoritària de Lahore anomenada Ahmadiyya anjuman ishaat-i Islam. Emir també és un nom propi a certes regions balcàniques (per exemple, el cineasta Emir Kusturica).

## Títols polítics

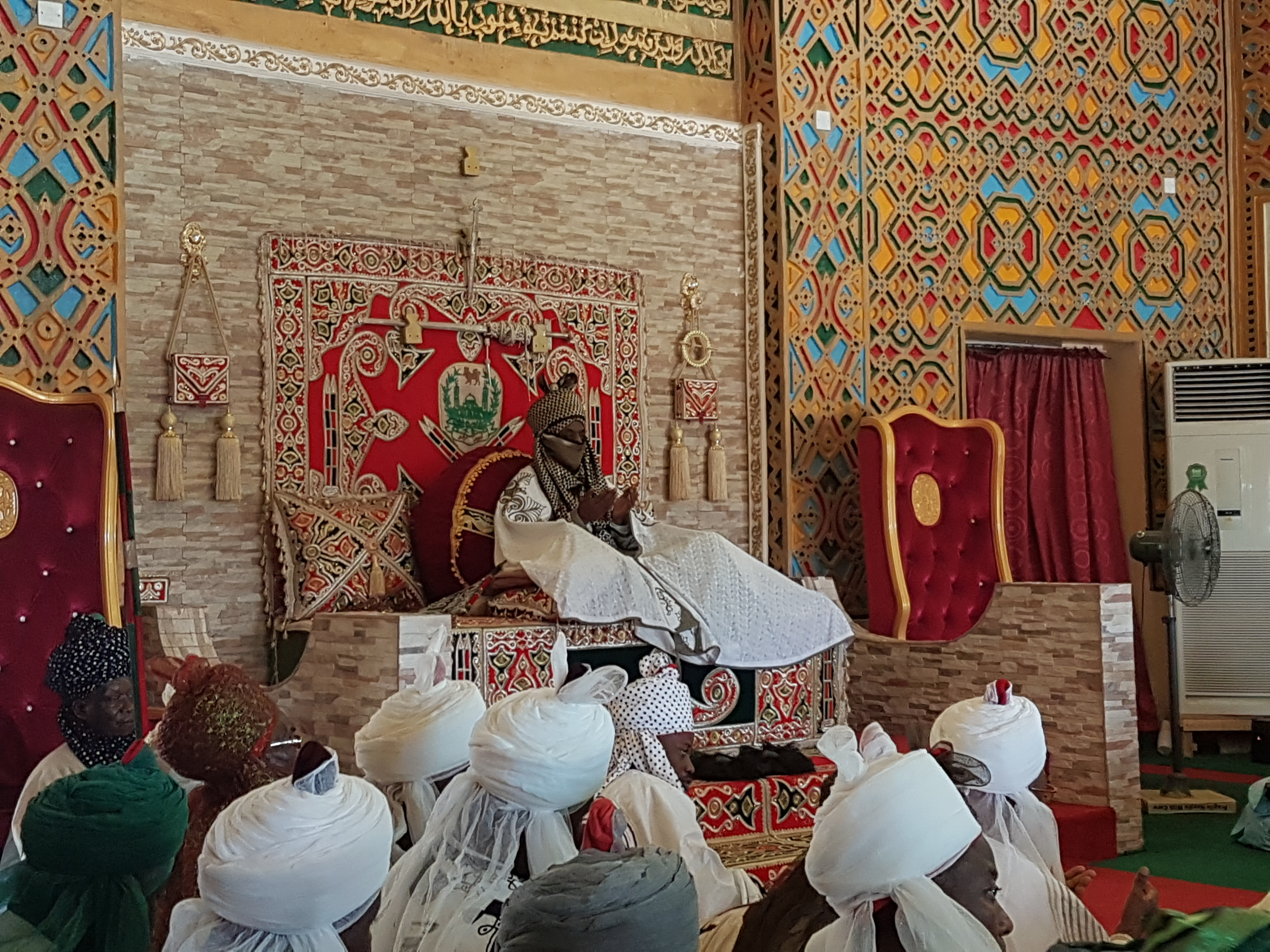
Emir de Kano, Sanusi Lamido Sanusi

- Els monarques de Qatar i Kuwait es diuen en l'actualitat emir.[8][9][10]
- Tots els membres de la Casa Al Saüd, dinastia de la família reial d'Aràbia Saudita, tenen el títol d'emir (príncep).[11][12][13]
- Els califes van utilitzar per primera vegada el títol Amir al-muminin o "Comandant dels fidels", destacant el seu lideratge sobre l'imperi islàmic, especialment sobre la milícia. El títol ha estat assumit per diversos altres governants musulmans, inclosos els sultans i els emirs. Per als musulmans xiïtes, encara donen aquest títol al califa Ali com Amir al-Muminin.
- El califa abbàssida (en teoria encara universal) Al-Radi va crear el càrrec d'⁣Amir al-Umara ("Amir dels emirs") per a Ibn Raik; el títol va ser utilitzat en diverses monarquies islàmiques; també per a ús militar. A l'Iraq, els descendents directes d'emirs anteriors de les tribus més grans que van governar els regnes abans de l'estat modern, utilitzen el títol de xeic o príncep com a descendència de la reialesa.[14][15]
- La paraula emir també s'utilitza de manera menys formal per als líders en determinats contextos. Per exemple, el líder d'un grup de pelegrins a la Meca rep el nom d'emir hadji, un títol utilitzat de vegades pels prínceps governants (com a marca de pietat musulmana) que de vegades s'atorga en el seu nom.
- Amirzade, el fill (d'aquí el sufix patronímic persa -zade) d'un príncep, d'aquí el títol príncep persa mirza.
- Els governants tradicionals de les regions predominantment musulmanes del nord de Nigèria es coneixen com a emirs.
- L'Afganistan sota el govern dels talibans és oficialment un emirat, amb el líder dels talibans que porta el títol Amir al-Mu'minin.
- Amīr al-Baḥr (أمير البحر, "comandant del mar") es considera l'origen etimològic de l'almirall en l'anglès i diverses llengües europees com el català.

## Títols militars
Des del principi, emir ha estat un títol militar. Al segle IX el terme es va utilitzar per designar un governant d'un estat, és a dir, l'emirat d'⁣Itàlia de Sicília.
En certs exèrcits musulmans organitzats de manera decimal, Amir era un rang d'oficial. Per exemple, a l'Índia mogol, els emirs comandaven 1000 genets (dividits en deu unitats, cadascuna sota un sipah salar), deu d'ells sota un màlik. A l'exèrcit imperial de Pèrsia Qajar:
- Amir-i-Nuyan
- Amir Panj, "Comandant dels 5.000"
- Amir-i-Tuman, "Comandant de 10.000"

Les següents publicacions referides a "amir" als estats musulmans medievals inclouen:
- Amir al-umara, "Amir of Amirs" (cfr. supra) o "Comandant dels comandants"
- Amir al-hajj, "Comandant del Hajj [caravana]"
- Amir al-ʿarab, "Comandant dels àrabs [tribus beduïnes]"

A l'antic Regne d'Afganistan, Amir-i-Kabir era un títol que significava "gran príncep" o "gran comandant".
Muhammad Amin Bughra, Nur Ahmad Jan Bughra i Abdullah Bughra es van declarar emirs de la Primera República del Turquestan Oriental .

## Altres usos
- Amir és un nom masculí en llengua persa i un nom prefix per a molts noms masculins com ara Amir Ali, Amir Abbas.
- Amir-i-Iel designa el cap d'una Il (tribu) a la Pèrsia imperial.
- El masculí Amir i el femení Amira són noms en àrab comuns tant entre els àrabs independentment de la religió com els musulmans independentment de l'ètnia, de la mateixa manera que el llatí Rex i Regina ("rei" i "reina", respectivament) són comuns al món occidental. A Bòsnia i Hercegovina, el nom femení Emira, sovint interpretat com a "princesa", és un derivat del nom masculí Emir.
- El masculí Amir i el femení Amira són noms en llengua hebrea que són relativament comuns a Israel. En hebreu la paraula també pot significar "bossa de gra" o "copa de l'arbre" segons l'ortografia.